# Luca Badoer
Luca Badoer (Montebelluna, Veneto, Olaszország, 1971. január 25. –) olasz autóversenyző, 1997-től 2010 végéig Ferrari Formula–1-es csapatának tesztpilótája, 2009-ben Felipe Massa helyettese volt egészen a belga nagydíjig, ám gyenge teljesítménye miatt Giancarlo Fisichella vette át a helyét a Force Indiától Massa felépüléséig.
Badoer a Veneto tartománybeli Montebellunában született. A formaautós versenyzők nagy részéhez hasonlóan ő is gokartozással kezdte karrierjét, amelyben olasz bajnok is volt.

## Karrierje

### A Formula–1 előtt
Mielőtt a királykategóriában bizonyíthatta tudását, Badoernek is végig kellett járnia az együléses pilóták pályafutását jellemző szamárlétrát. Tizenéves korában gokartversenyeken sajátította el az alapokat, életének ezt a szakaszát 1988-ban zárta le, amikor meggyőző fölénnyel hódította el az olasz bajnoki címet.
1989-ben egy Alfa Romeo volánjánál az olasz Formula–3-as bajnokságban próbált szerencsét két futam erejéig, de pontot nem szerzett.  1990-ben megszerezte első futamgyőzelmét, miután az utolsó versenyen maga mögé utasította a végső diadalért küzdő Alessandro Zanardi-t. Összetettben ez a 10. helyre volt elegendő.
1991-ben összetettbeli 4. helyezése már komoly előrelépésnek számított, többek közt a későbbi világbajnok Jacques Villeneuve-öt is meg tudta előzni. 3 futamgyőzelem, 4 dobogó, 2 pole volt Badoer mérlege, sorozatban aratott negyedik futamgyőzelmét követően azonban dizskvalifikálták egy az autón észrevett szabálytalanság miatt. Ugyanebben az évben elindult a tradicionális Macau GP-n, ahol a 12. helyet sikerült megszereznie. A Masters of Formula-3 versenyen is rajthoz állt, ahol éppen csak lemaradva a dobogóról, a 4. helyet tudta megszerezni.
1992-ben újabb mérföldkövéhez érkezett pályafutása, amikor megnyerte az F1 akkori előszobájának számító Formula–3000-es sorozatot (4 győzelem, 5 dobogó, 5 pole, 3 leggyorsabb kör) a Team Crypton csapat színeiben. Több későbbi meghatározó Formula–1-es pilótát utasított maga mögé, David Coulthard, Rubens Barrichello és Olivier Panis is a vert mezőnyben végzett.

### A Formula–1-ben

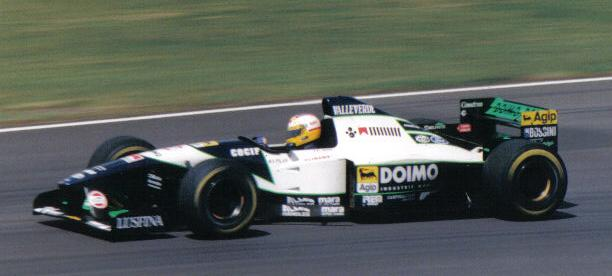
1995-ben, Silverstone-ban

Az autósport királykategóriájába, a Formula–1-be F1 1993-ban került. Első évében a kisebbik olasz csapat, a BMS Scuderia Italia színeiben versenyzett, amely az egyik leglassabb autó volt a mezőnyben, mert hiába kapta meg a Ferrari legfrissebb fejlesztésű motorjait, a Lola T93/30-as kódjelű kasztni már köszönőviszonyba sem volt a korábbi évtizedek relatíve versenyképes technikáival. Sokat elmond Badoer képességeiről, hogy a technika végigbírta, illetve befért 107% alá kvalifikáción futott időeredménye, akkor rendszeresen verte jóval tapasztaltabb, Ferrarinál is megfordult honfitársát, Michele Alboretót. Pontot egyszer sem szerzett, bár a San Marinó-i nagydíjon közel járt hozzá, hetedik lett, tehát csak egy pozícióval maradt el a pontszerzéstől. A szezon utolsó két futamára elfogyott a pénz az olasz csapatnál, amely így egyesült a jóval hosszabb múlttal büszkélkedő Minardival. A csapat azonban csupán tesztpilótaként számolt vele. A rutinosabb Alboreto-Martini páros mellett döntöttek.
1995-ben ismét versenyezhetett, miután Alboreto visszavonult.  Folyamatosan pénzhiánnyal küzdött a csapat, nem érkeztek a beígért fejlesztések, így versenytempóban a szezon közepére már a középmezőnytől is leszakadtak. Időmérőkön azonban rendszeresen befértek a tabella első felébe, ebben a műfajban Badoer volt az eredményesebb, akár Martinihez, akár az őt váltó Pedro Lamyhoz viszonyítjuk eredményeit. Megbízható teljesítményét dicséri, hogy kilencszer is célba tudott érni, ha mégsem, akkor tényleg csak a technika ördöge akadályozta meg. Montrealban és a Hungaroringen is a 8. helyen futott át a célvonalon, míg Szuzukában a 9. helyen intették le. Tehát pontot ebben az évben sem szerzett.
1996-ra a Forti Grand Prix-nél kapott szerződést. Az istálló előzetes ígéretei ellenére nem tudott érdemi fejlesztési munkát felmutatni, így Badoer hiába volt gyakran több másodperccel gyorsabb csapattársánál, a vele együtt felnövő Andrea Montermininél, bő 6 másodperccel volt lassabb a pole-pozíciós időtől. 10 versenyből mindössze 6 alkalommal sikerült kvalifikálnia. Versenyeken az utolsó hely garantált volt számukra, a sok kiesés folytán ez egy 10. és egy 11. helyet eredményezett Badoernek. A gyenge eredmények folytán a még meglévő befektetők is elhagyták a csapatot, a brit nagydíjra már ki sem tudtak állni, mivel már a motorra sem tudtak pénzt előkeríteni.

### A Ferrari tesztpilótájaként

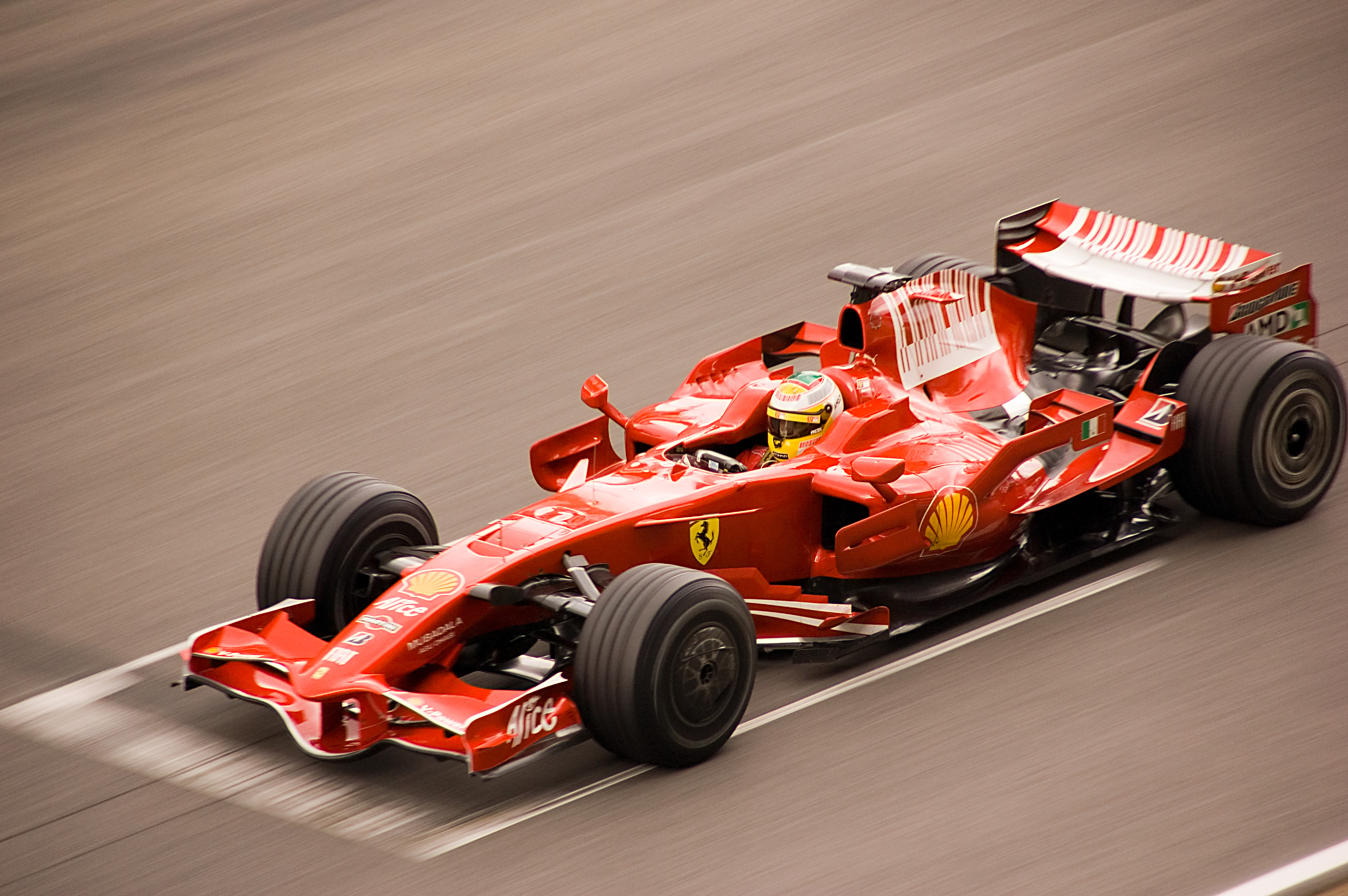
Badoer egy 2008-as év közbeni teszten, Barcelonában

1997-re ismét sehol nem talált helyet magának, így a Ferrari tesztpilótája, tartalékversenyzője lett. Ugyanebben az évben elindult az újonnan létrejött FIA GT Championshipben is, Mimmo Schiattarellával közösen. 
Mivel a Ferrarinál nem kapott lehetőséget versenyeken, 1999-ben visszatért a versenyzéshez, a Minardi csapatánál. Amikor Michael Schumacher a brit nagydíjon kettős lábtörést szenvedett, sokan arra számítottak, hogy ő kerül a helyére, ám mindenki meglepetésére nem őt, hanem a finn Mika Salót ültették be az autóba. 
Ezúttal is sereghajtó technikai színvonalon kellett bizonyítania. Edzéseken továbbra is szépen teljesített, 9:6 arányban verte ebben a műfajban későbbi Ferraris csapattársát, Mark Genét. Versenyeken továbbra sem pártolt mellé a szerencse. Legtöbbször a váltó miatt kellett idő előtt feladnia a versenyt, de kijutott számára a motor és a felfüggesztés meghibásodása is, illetve hazai versenyén Takagi Toranoszuke ütötte ki ígéretes pozícióból. 
A zuhogó esőben megrendezett európai nagydíjon nagyon közel került a pontszerzéshez, ugyanis – sok kiesés mellett kiváló versenyzésének is köszönhetően – a negyedik helyen haladt. Már csak 13 kör volt hátra a versenyből, amikor a Minardi váltója megadta magát. Badoer ezután a könnyeivel küszködve szállt ki az autóból.
A következő évben nagy szerepe volt abban, hogy a csapat 21 év után ismét egyéni világbajnoki címet szerzett.
A 2006-os torinói téli olimpia megnyitóján egy 2005-ös Ferrarit vezethetett, ami néhány kört rajzolt a fehér színpadra, füstfelhő közepette.
2009 augusztusáig 48 versenyen látta meg a kockás zászlót, ezalatt nem szerzett pontot, ebben a műfajban ő tartja a rekordot.

### Ismét versenyzőként

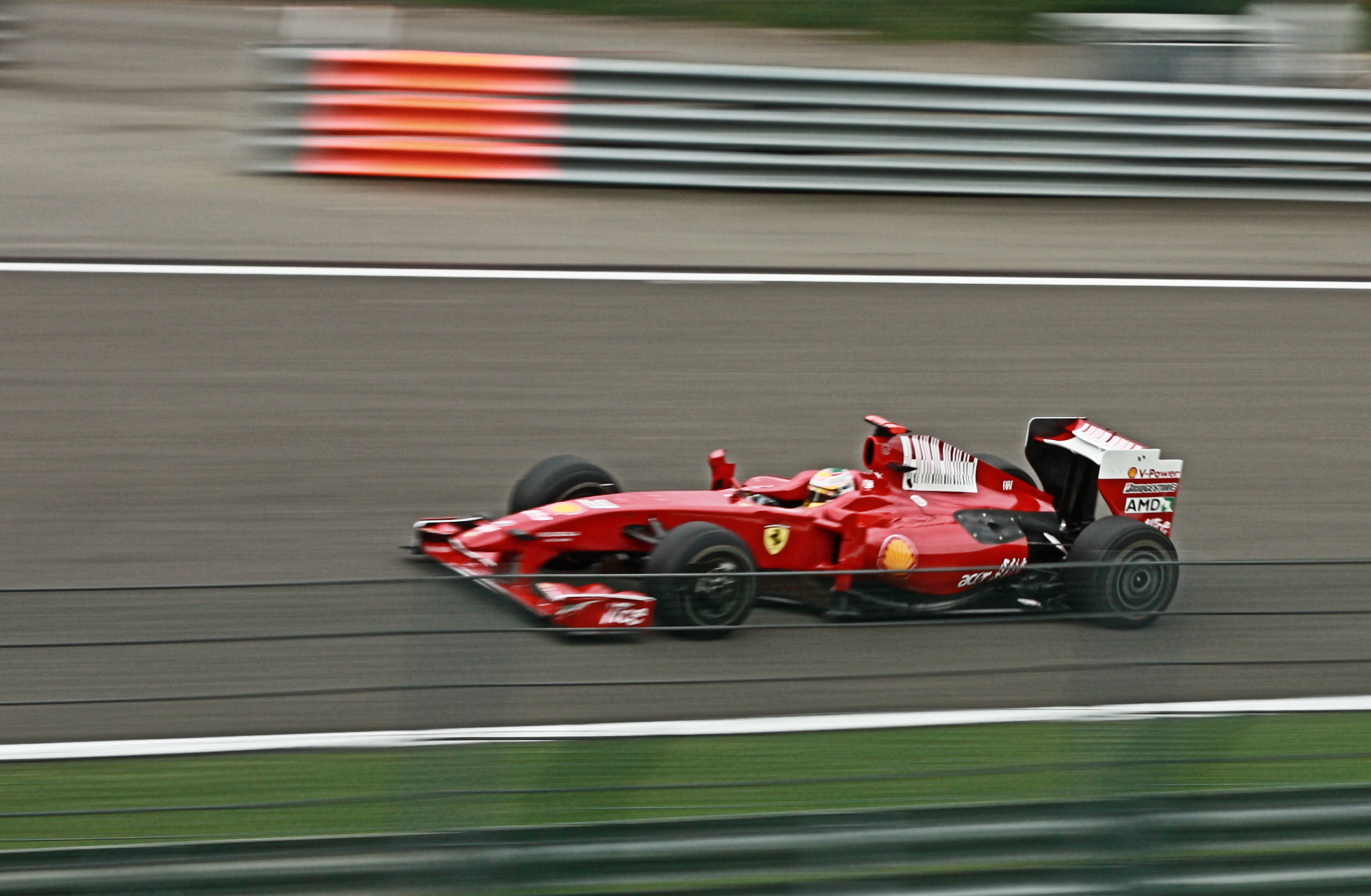
2009-ben, Belgiumban

2009-ben, miután kiderült, az eredetileg Felipe Massa helyettesének szánt Michael Schumacher nem tudja vállalni a szereplést egy korábbi motorbalesetben elszenvedett nyaksérülés miatt, a Ferrari bejelentette, hogy a hátralévő futamokon Badoer vezetheti a hármas rajtszámú Ferrarit. Ezzel Badoer tíz év után tért vissza az aktív versenyzéshez, utolsó versenye az 1999-es japán nagydíj volt. Első versenye a számára teljesen ismeretlen Valencia Street Circuiten megrendezett európai nagydíj volt.
Az első gyakorláson a győztes Barrichellótól három, csapattársától, Kimi Räikkönentől 2,5 másodperccel volt elmaradva. A következő két szabadedzésen a különbség a finn versenyzőhöz képest 1,3 illetve 1,9 másodperc volt. A szabadedzések során négyszer is átlépte a boxutcai sebességhatárt, így 5 400 euróra büntették. Az időmérőn az utolsó helyen végzett, az előtte végző Jaime Alguersuaritól 1,5 másodperccel elmaradva.
A versenyen Badoer lett az első olasz 15 év után, aki Ferrarit vezethetett. A rajt után hat pozíciót is előre tudott jönni, végül azonban egy megpördülésnek köszönhetően a tizenhetedik helyen végzett, egy versenyzőt, Nakadzsimát megelőzve. A verseny után a csapatfőnök Stefano Domenicali bejelentette, hogy Badoer vezetheti a Ferrarit a belga nagydíjon is.

## Teljes Formula–1-es eredménylistája
(Táblázat értelmezése)

(Félkövér: pole-pozícióból indult; dőlt: leggyorsabb kört futott) 

| Év   | Csapat  | 1      | 2      | 3      | 4      | 5      | 6      | 7      | 8      | 9      | 10     | 11     | 12     | 13     | 14     | 15     | 16     | 17     | Helyezés | Pont |
| ---- | ------- | ------ | ------ | ------ | ------ | ------ | ------ | ------ | ------ | ------ | ------ | ------ | ------ | ------ | ------ | ------ | ------ | ------ | -------- | ---- |
| 1993 | Lola    | RSA Ki | BRA 12 | EUR NK | SMR 7  | ESP Ki | MON NK | CAN 15 | FRA Ki | GBR Ki | GER Ki | HUN Ki | BEL 13 | ITA 10 | POR 14 | JPN    | AUS    |        | —        | 0    |
| 1995 | Minardi | BRA Ki | ARG Ni | SMR 14 | ESP Ki | MON Ki | CAN 8  | FRA 13 | GBR 10 | GER Ki | HUN 8  | BEL Ki | ITA Ki | POR 14 | EUR 11 | PAC 15 | JPN 9  | AUS Ni | —        | 0    |
| 1996 | Forti   | AUS NK | BRA 11 | ARG Ki | EUR NK | SMR 10 | MON Ki | ESP NK | CAN Ki | FRA Ki | GBR NK | GER    | HUN    | BEL    | ITA    | POR    | JPN    |        | —        | 0    |
| 1999 | Minardi | AUS Ki | BRA Vi | SMR 8  | MON Ki | ESP Ki | CAN 10 | FRA 10 | GBR Ki | AUT 13 | GER 10 | HUN 14 | BEL Ki | ITA Ki | EUR Ki | MAL Ki | JPN Ki |        | —        | 0    |
| 2009 | Ferrari | AUS    | MAL    | CHN    | BHR    | ESP    | MON    | TUR    | GBR    | GER    | HUN    | EUR 17 | BEL 14 | ITA    | SIN    | JPN    | BRA    | UAE    | 25.      | 0    |

## Külső hivatkozások
- Luca Badoer Hivatalos honlapja